# United Church of England and Ireland
Die United Church of England and Ireland bestand als Verbindung der beiden anglikanischen Staatskirchen der Church of England und Church of Ireland von 1800 bis 1871 in den Landesteilen England, Irland und Wales.

## Geschichte
König Heinrich VIII. von England betrieb die Trennung der Kirche Englands vom römischen Katholizismus. Mit der Suprematsakte ließ er sich 1534 vom Parlament selbst zu deren Oberhaupt erklären. Da Heinrich sich 1541 auch als König von Irland krönen ließ, gehörte Irland ab dieser Zeit per Personalunion formal zu England. Als Schwesterkirche der neu gegründeten Church of England entstand unter seinen Nachfolgern die Church of Ireland als Staatskirche. In den folgenden Jahrzehnten gingen sämtliche Kirchengebäude und Kathedralen Irlands in ihren Besitz über. Infolge der Union von 1800 zwischen Großbritannien und Irland kam es zur Vereinigung der beiden Staatskirchen als "one Protestant Episcopal church, to be called, the United Church of England and Ireland".
Als mittelbare Folge der katholischen Emanzipation wurde die bis dahin bevorrechtigte Stellung der Church of Ireland in Irland jedoch über die Jahrzehnte aufgeweicht. Diese wurde mit dem Irish Church Act 1869 aus dem Etat der Church of England herausgenommen, was gegen den erbitterten Widerstand konservativer Kreise in beiden Häusern des Parlaments geschah (Antidisestablishmentarianism).  Das Gesetz trat am 1. Januar 1871 in Kraft. 
Damit verlor die Church of Ireland ihren offiziellen Status als Staatskirche. Abgeschafft wurde die bisherige Finanzierung der Kirche durch Abgabe von Zehnten, die alle Bürger Irlands betraf, es mussten vormals auch Katholiken und Mitglieder von Freikirchen den Zehnten an die anglikanische Church of Ireland entrichten. Die Church of Ireland verlor auch ihre vier Sitze im House of Lords.